# Zaire ai Giochi della XXIII Olimpiade
Lo Zaire partecipò ai Giochi della XXIII Olimpiade, svoltisi a Los Angeles, Stati Uniti, dal 28 luglio al 12 agosto 1984, con una delegazione di 8 atleti impegnati in due discipline.